# Wouter Cool
Wouter Cool (Den Haag, 26 mei 1848 – aldaar, 20 november 1928) was een Nederlands luitenant-generaal, onder meer minister van Oorlog en lid van de Raad van State.

## Familie
Cool was een lid van de familie Cool. Hij was een zoon van Wouter Cool (1802-1879), hoofdambtenaar, en diens tweede vrouw Maria van Coppenaal (1805-1877). Hij was een broer van kunstschilder Thomas Simon Cool en een zwager van Martinus Nijhoff (uitgever).
Cool trouwde in 1876 met Wendelina Elisabeth van Manen (1854-1918); uit dit huwelijk werden vijf kinderen geboren.

## Loopbaan

### Opleiding
Cool werd geboren te Den Haag als lid van de familie Cool, als petekind van zijn vader, hoofdambtenaar aan het Ministerie van Binnenlandse Zaken, uit diens tweede huwelijk met Maria van Coppenaal, weduwe van Pieter Craandijk; hierdoor was hij een halfbroer van dominee J. Craandijk. Gedurende de jeugd van Cool was er sprake van dat hij, evenals ouderen in de familie, doopsgezind predikant zou worden, maar toen hij als jongen de grenadiers en Jagers met muziek en slaande trom voorbij zag gaan, trok hem spoedig de militaire dienst aan. Na de lagere school bezocht hij de afdeling B van het gymnasium, waarvan hij de eerste klas oversloeg, en besloot om militair ingenieur te worden. In 1864 slaagde Cool voor het toelatingsexamen voor de Koninklijke Militaire Academie, maar werd niet geplaatst. Hij ging toen een jaar naar het indertijd om zijn tucht en goede lessen bekendstaande Instituut de Jong te Nijmegen, waar hij slaagde als 5de bij het toelatingsexamen, nr 3 van de 5 plaatsen haalde voor de genie hier te lande en in september 1865 zijn intrede deed op de Koninklijke Militaire Academie. Hier gaf zijn oudere broer, T.S. Cool, tekenlessen. Na vier jaar verliet Cool de inrichting als tweede luitenant der genie en werd geplaatst bij het bataljon mineurs en sappeurs, dat destijds te Nijmegen garnizoen hield.

### De Koninklijke Militaire Academie

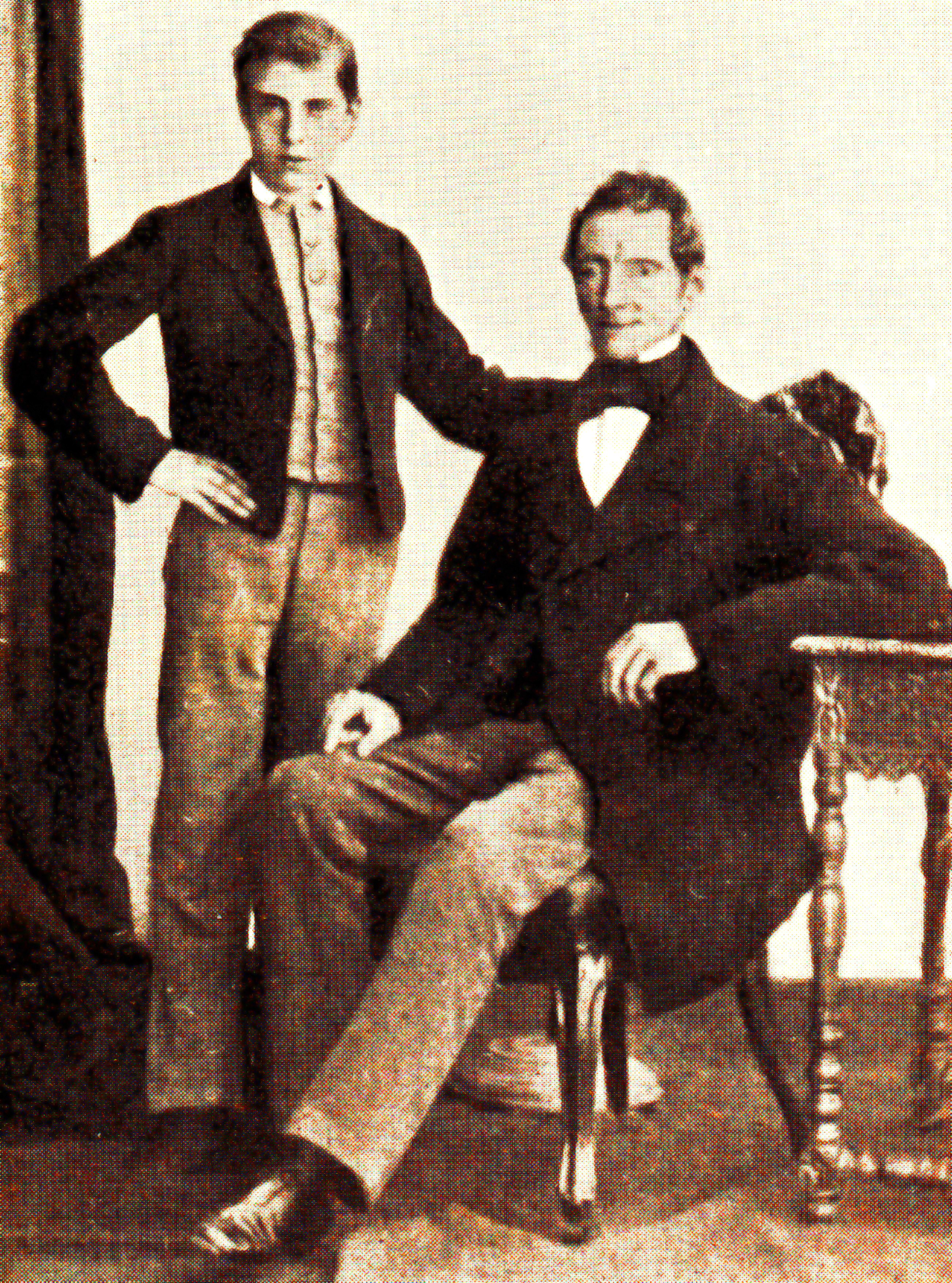
Wouter Cool met zijn vader in 1864.

Binnen de Academie gistte het in die tijd in hoge mate. Vooral de systemen van militaire opvoeding en opleiding, die steeds het minst sterke deel hadden gevormd van het tweemanschap Seelig-Delprat - indertijd gouverneur en eerste officier van de Academie van 1836 tot 1852 - stonden toen stil. En dit betekende onherroepelijk achteruitgang, vooral in de jaren na 1848, toen het in Europa opkomend liberalisme met zijn vrijere opvattingen van staatsbestuur ook weerklank vond in Nederland. De polsslag van de tijd werd echter aan de Academie niet verstaan; de cadetten werden in de jaren 1860-70 nog even ouderwets streng behandeld als men bij de oprichting in 1828 voor hen nodig had geoordeeld.De wijze waarop de tucht werd gehandhaafd was ontaard in een zeer scherpe, nooit sluimerende controle. Kolonel Schönstedt, nieuw benoemde gouverneur, in 1867, vervreemdde onder meer de cadetten steeds meer van zich. Te midden van al deze roerigheid publiceerde Cool in 1867 zijn brochure een stem uit het cadettencorps.
Scherp werd daarin het verleden gehekeld: de cadetten waren zolang gewend aan een flauw, krachteloos bestuur, dat geen voorrechten uit vrees van misbruik durfde te verlenen, dat deze steeds weifelend in al zijn doen en laten was. Cool had zijn brochure aan zijn zwager, Marinus Nijhoff, gegeven, die met De Nederlandsche Spectator en Het Vaderland verbonden was, met het verzoek er iets uit te plaatsen; zonder verder iets te vragen publiceerde deze het als brochure. Cool moest zijn handelswijze verantwoorden voor een commissie; hij werd op 7 maart 1868 door de gouverneur gestraft met de zwaarste disciplinaire straf, namelijk 8 dagen provoost. In de brochure meldde Cool ten aanzien van de militaire stand onder meer: hoe komt het, dat nog bij zovelen het leger inpopulair is, dat nog zo velen het geld, daaraan besteed, als onnut, als weggeworpen beschouwen? Waardoor dat misverstand? Het is door gebrek aan bekendheid, door gebrek aan openbaarheid. Hoe toch wil men voorliefde koesteren voor een zaak die men niet kent, omdat men in het leger nog niet genoeg alleen de verdedigers van zijn vrijheid ziet. Dit moet en kan anders worden. In de tweede cadetten-almanak (1869) verscheen van Cool het artikel Een ideaal, waarin hij schreef: de oorlog is een kwaad, de oorlog is een noodzakelijk kwaad. Zo schoon, zo verheven is de taak van de officier. En toch is er geen stand, die vaak zo miskend wordt als de onze. Wat is hiervan de oorzaak? Gemis aan belangstelling, voortvloeiend uit gebrek aan bekendheid en daardoor miskenning. Men begrijpt niet dat het leger in vredestijd nodig is, niet alleen als oefeningsschool en om de rust te handhaven, maar ook om de maatschappij voor innerlijk bederf te bewaren. Het leger moet daar staan, staan als toevluchtsoord van oude deugden, als het middelpunt van orde, van belangeloze vaderlandsliefde.

### Eerste officiersjaren (1869-1877)

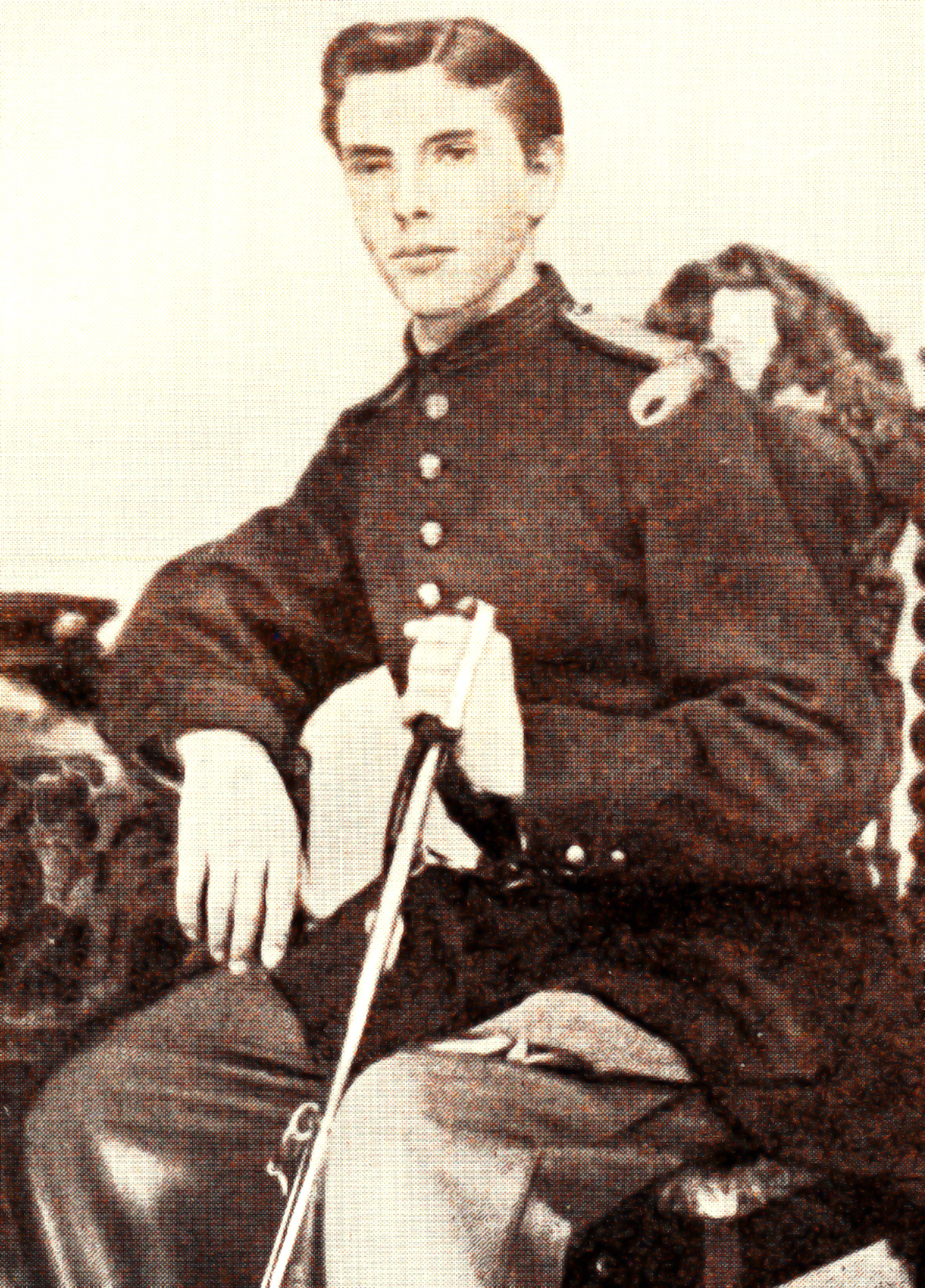
Wouter Cool als cadet op de Koninklijke Militaire Academie.

Cool kwam in augustus 1869 aan bij het bataljon mineurs en sappeurs te Nijmegen. Indertijd zat men midden in de strijd over de nuttige en de schadelijke vestingen en de concentratie van het Nederlandse vestingstelsel in het hart van het land, de Vesting Holland. Er zat consolidatie van het vestingstelsel door regeling bij de wet in de lucht. Een grote strijd werd gestreden over Nijmegen, reeds in 1849 door een oud-soldaat aangemerkt als een onhoudbare vesting. Toen de ministers van oorlog Van den Bosch en Van Mulken hadden betoogd, dat dit belangrijke strategische punt noodzakelijk behouden moest blijven, en laatstgenoemde die vesting opnam in de eerste, bij Koninklijke Boodschap van 26 april 1870, ingediende ontwerp-vestingwet, deed Cool de brochure De onverantwoordelijkheid aan het behoud der vestingwerken van Nijmegen door Vox Populi het licht zien, waarin hij vernietigende kritiek leverde op de vesting en het bruggenhoofd Nijmegen. Als offensief bruggenhoofd onbruikbaar, ontbrak het de stad en de forten op de zuidelijke Waaloever voor de verdediging vrijwel aan alles, waaraan een moderne vesting had te voldoen, de wenselijkheid bij een bruggenhoofd om ook een brug te hebben, nog maar achterwege latend.
In de winter van 1869-1870 kreeg Cool te maken met de brugvernielingen, doordat hij als jong luitenant bij de mineurs en de sappeurs daarover een voordracht moest houden. Een eerste uitvloeisel daarvan was zijn uitvoerige studie Het vernielen van bruggen, in de Militaire Spectator van 1871 en 1872 (artikel in zeven afleveringen). Hij wees daarin op de vele grote rivieren in de zuidelijke en oostelijke provincies en ook hoe vooral tijdwinst vooral in de aanvang van een oorlog dringend nodig was. Overigens was het een nagenoeg uitsluitende technische studie met vele voorbeelden uit de krijgsgeschiedenis, vooral van 1859 en van 1866. In de studie stelde hij het gebruik van dynamiet voor tot het doorslaan van de ijzeren bovenbouw in één dwarsprofiel. Een gevolg was dat Cool in de zomer van 1872 met kapitein der genie Beekman in een commissie werd benoemd om de toestand bij de Nederlandse spoorwegbruggen aan de oostelijke en zuidelijke grenzen na te gaan en voorstellen te doen tot het vernielen in geval van oorlogsnoodzaak. Met ingang van 21 maart 1873 werd hij overgeplaatst bij de staf der genie in Nijmegen. Hij werkte daar aan de verbetering van het aardewerk van Fort Pannerden en aan de bouw van woningen voor gehuwden. Intussen werkte hij aan het toelatingsexamen voor de stafschool, gaf zich in 1873 op en slaagde. Echter, de stafschool werd door de minister (Koninklijk Besluit van 28 juli 1875) met terugwerkende kracht op drie jaren bepaald, het eindexamen vervallen verklaard, en daarmee elk recht op bevordering bij keuze bij slagen. In plaats van op 1 november 1877 met recht op bevordering bij keuze voor de eerste kapiteinsplaats bij zijn wapen de stafschool te verlaten, keerde Cool op 1 juli 1876 van de krijgsschool bij zijn wapen terug. Van 1 juli 1876 tot 1 november 1877 was hij werkzaam bij de staf der genie, eerst (tot 1 februari 1877) te Amersfoort, daarna te Utrecht als officier, toegevoegd aan de genie-commandant, waar hij voornamelijk werkte aan een ontwerp voor het fort aan het Hemeltje.

### Officier van het Nederlands-Indische leger

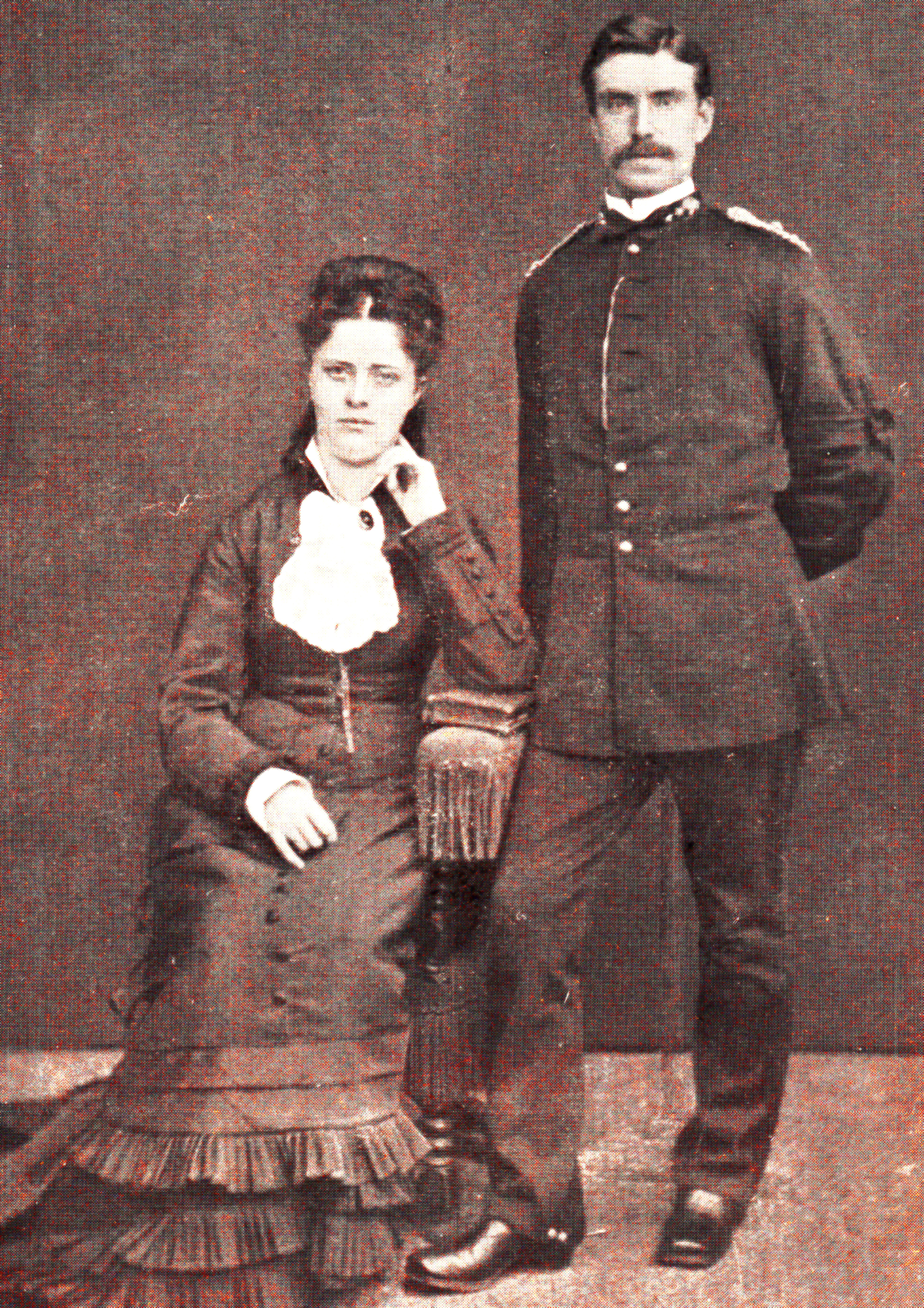
Wouter Cool en echtgenote in 1877.

In de jaren 1876 en 1877 gingen bij het Nederlands-Indisch leger van de stafschool over: kapitein der infanterie A.J. Prins, luitenant-ingenieur F.J. Haver Droeze, luitenant der infanterie Swart en Cool. Hij kwam op 23 november 1877 te Batavia aan en werd in mei 1878 geplaatst te Semarang, waar hij woonde te Pontjol, een door moerassen omgeven ongezond officierskampement. Eind november 1878 werd hij overgeplaatst naar Willem I, waar zijn taak de kampementsbouw, en projecten voor kazernes in de IIde militaire afdeling op Java was. Medio 1879 vond zijn overplaatsing naar Atjeh plaats, waar hij in juni begon. De gevreesde XXII Moekims waren na een veldtocht onderworpen, maar zij, die waren ontsnapt, moesten in hun verste schuilhoeken worden opgezocht. Dit was het doel van de door generaal van der Heijden voor augustus 1879 bevolen tocht naar Lamtobah en Selimoen. Van der Heijden wees Cool aan als kapitein, toegevoegd aan de colonnecommandant. Hij tekende die tijd als chef van de staf van de expeditionaire macht, terwijl hij tevens wegens ziekte van de aangewezen genie-luitenant, commandant was van het detachement mineurs. Aan allen die aan deze expeditie hadden meegedaan werd het Ereteken voor Belangrijke Krijgsbedrijven, met de gesp Atjeh 1873-1880 uitgereikt.
De uitkomst van deze laatste grotere expeditie was dat er gedurende meer dan een jaar onder het krachtige bestuur van generaal van der Heijden overal volkomen rust heerste. Geen vijandelijke benden vertoonden zich in dit tijdperk binnen het door ons bezette (uitgestrekte) gebied. Talloze patrouilles, van de verschillende posten uitgezonden, gaven steun aan de welgezinde en langzaam terugkerende bevolking en benamen de kwaadwilligen de moed om op ons gebied enige vijandelijkheden te plegen. Na terugkeer op Kota Radja bewerkte Cool een uitvoerig verslag van de afgelopen krijgsverrichtingen en hervatte vervolgens de geniedienst op Groot-Atjeh. In juni 1889 werd hij afgelost van Atjeh en geplaatst bij de gewestelijke geniedienst te Padang. Voor Van der Heijden heeft Cool altijd een zeer grote verering gehouden. In 1880 werd hij met een langdurig verlof tot herstel van gezondheid overgeplaatst als eerst aangewezen genieofficier naar Fort de Kock, waar hij onder de bevelen stond van de gewestelijke eerst aangewezen ingenieur, majoor der genie Kielstra. In 1881 pakte hij de pen weer op en verscheen in het Indisch Militair Tijdschrift van zijn hand Een overzicht van de geschiedenis van de opleiding van officieren voor de generale staf in Nederland en Nederlands-Indië. Daarin werd het zoeken en tasten inzake de stafopleiding in Nederland, het voortdurend wisselen van stelsel geschetst en gehekeld, ook hoe die plannen voor een stafschool in Nederlands-Indië in de prullemand gingen. De instabiliteit inzake de staf- en krijgsschool werd geïllustreerd met twee regels uit een oudejaarslied: Ach, wij vinden, waar wij staren, niets bestendigs hier beneden! Cool werd nu gepasseerd voor een functie bij de generale staf (door anciënniteitskwesties en persoonlijke voorkeuren van hoger geplaatsten), hetgeen zijn vriend Nieuwenhuijzen deed schrijven Wie vrede met zichzelf heeft, acht zich boven dit geknoei verheven. Deze passering deed voor Cool de deur dicht en toen in december 1881 de vraag kwam, of hij bij het leger aldaar wilde terugkeren om de betrekking te aanvaarden van hoofd van onderwijs in de geniewetenschappen aan de Koninklijke Militaire Academie, vertrok hij met zijn familie naar Breda.

### Hoofd van onderwijs aan de Koninklijke Militaire Academie (1882-1887)

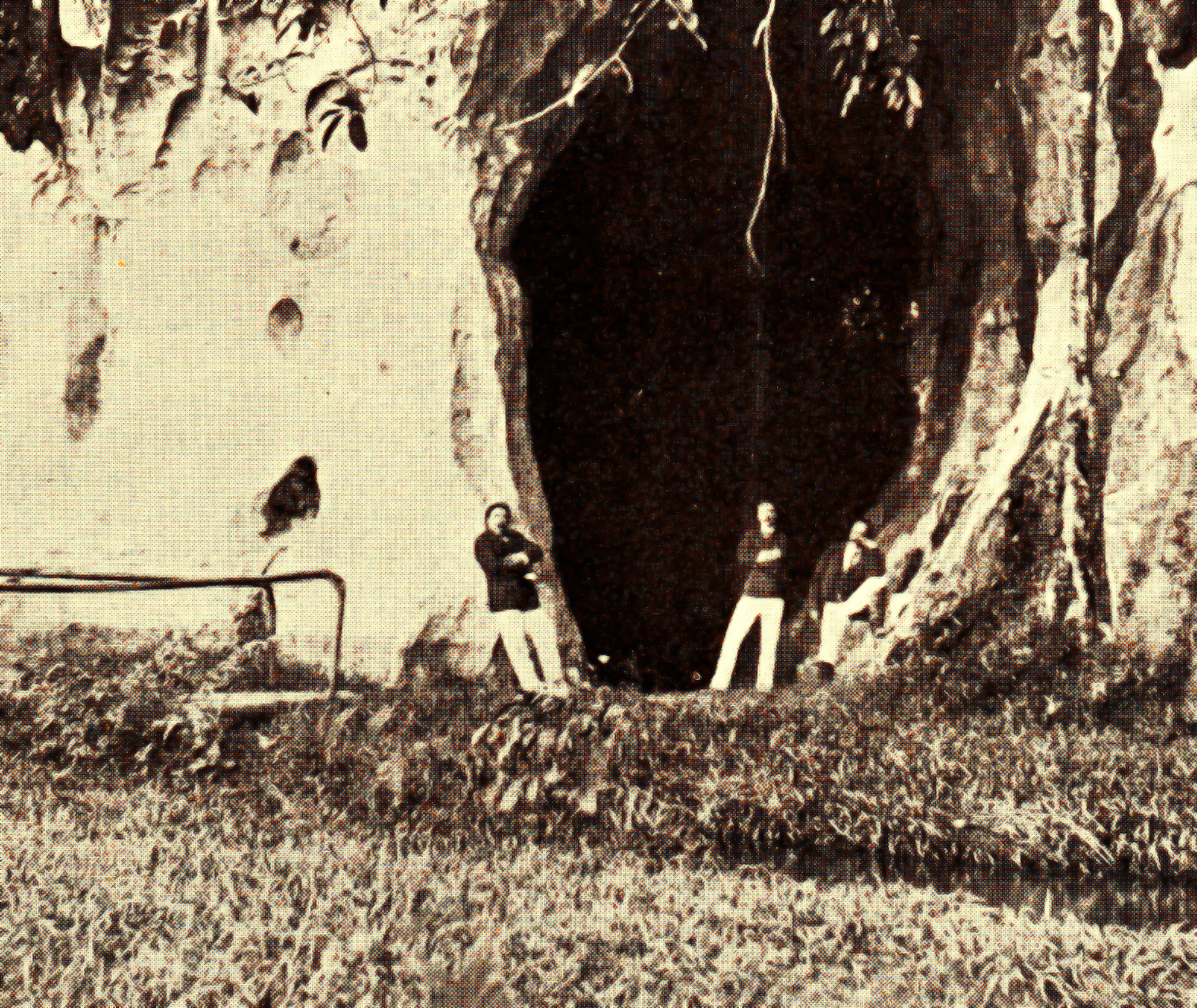
Cool met vrienden voor een marmergroeve te Fort de Kock, omstreeks 1880.

Van 1 september 1882 tot september 1887 was Cool als hoofd van onderwijs voor de geniewetenschappen werkzaam aan de Koninklijke Militaire Academie. In deze functie vroeg allereerst de moderne versterkingskunst zijn aandacht. Op 21 november publiceerde Cool een Woord van protest in Het Vaderland van 21 november 1882, waarin hij de handschoen opnam voor het Nederlands-Indische leger tegen een hoofdartikel in de Nieuwe Rotterdamse Courant van 14 en 15 november, getiteld De bevrediging van Atjeh, en waarin hij schreef (over de ontijdige vervanging van generaal van der Heijden door de civiele gouverneur Pruijs van der Hoeven): Aan handen en voeten gebonden, steeds de slagen moeten afwachten, is het leger door de behandeling, onder en door het civiele bestuur, gedemoraliseerd. Daarom, meneer de redacteur van de Nieuwe Rotterdamse Courant, om aan de onhoudbare toestand een einde te maken, vraagt het leger erkenning van de feitelijke oorlogstoestand, vraagt het leger weer te worden aangevoerd door bevoegden, door zijn eigen hoofden, vraagt het leger vereniging van het militair en civiel gezag onder een militaire bestuurder. Het Indisch officiercorps staat boven uw appreciatie.
Naar aanleiding van een kort tevoren verschenen brochure Enige wenken op Indisch militair gebied door oud-officier Brutus deed Cool in de Militaire Spectator (1884-1885) een uitgebreide studie Indische legerbelangen verschijnen, waarin hij de hogere gezags- en bevelsverhoudingen, legersterkte en organisatie, het militair onderwijs en ten slotte verschillende bijzondere onderwerpen als kleding, militair wezen- en weduwefonds enz. behandelde. Deze belangrijke studie werd gevolgd door een artikel Het Atjeh-vraagstuk in de Militaire Spectator van 1886. Dit uitgebreide artikel was een bespreking van de brochure van overste Verstege, die alom in het land vergaderingen belegde, om te komen tot een meer energieke Atjeh-politiek en die een Staatscommissie wenste om uit het moeras te geraken; ook van artikelen van de twee burgergouverneurs, die generaal van der Heijden waren opgevolgd, Pruijs van der Hoeven en Laging Tobias. Op niets ontziende wijze werd het beleid van Pruijs van der Hoeven uitgekleed: aldus sloopten een te groot zelfvertrouwen, verbonden aan geringschatting van zijn tegenstanders, een te grote vasthoudendheid aan een eenmaal opgevatte mening, gepaard aan een verregaand optimisme en - last not least - een totale miskenning van de werkkring en de roeping van het leger, binnen een tweetal jaren het moeilijke werk, door zijn voorgangers ten koste van jaren strijd, stromen bloed en tonnen goud tot stand gebracht. Dit artikel kwam hem duur te staan; Cool brak er bijna zijn militaire loopbaan op. Minister van Oorlog, Weitzel, was weinig ingenomen met de brochure, en een gebeurtenis in het begin van 1887 deed de maat bij de minister en diens aanhang overlopen. Dat jaar kwam er een zogenaamd Adres van honderd tegen het gevoerde beleid op Atjeh, en schreef Cool een warm pleidooi daarvoor in Een zeer belangrijk adres. Inspecteur der genie Kromhout stelde reeds op 16 april 1887 de Minister van Oorlog voor om Cool na het einde van de lopende cursus terug te plaatsen bij de praktische geniedienst, op 23 april daarop volgend keurde de Minister van Oorlog dit voorstel goed, zelfs zonder de gouverneur van de Militaire Academie ter zake te hebben gehoord! Er was in de geschiedenis van de Academie geen tweede voorbeeld dat iemand in de zo belangrijke functie van hoofd van onderwijs terzijde werd gezet, zonder enig nader onderzoek en volkomen buiten de gouverneur om. Volgens de Minister: Beschuldigde Cool de regering, en dus ook de Minister van Oorlog van een aan cynisme grenzend optimisme. Iemand met zulke opvattingen benadeelde de krijgstucht in hoge mate en werd niet langer waardig gekeurd om een leidende rol te vervullen bij de opleiding van aanstaande officieren aan de Academie. Met ingang van de lopende cursus, ingaande 1 september 1887, werd Cool overgeplaatst bij het Corps Genietroepen te Utrecht, feitelijk door Minister Weitzel weggezonden. Verstege schreef Cool: Zo worden dus in het vrije Nederland van onze dagen diegenen beloond, die in het belang van het vaderland, uit plicht en rechtsgevoel de waarheid durven schrijven.

### Bij het corps genietroepen en eerst aangewezen ingenieur te Naarden (1887-1892)

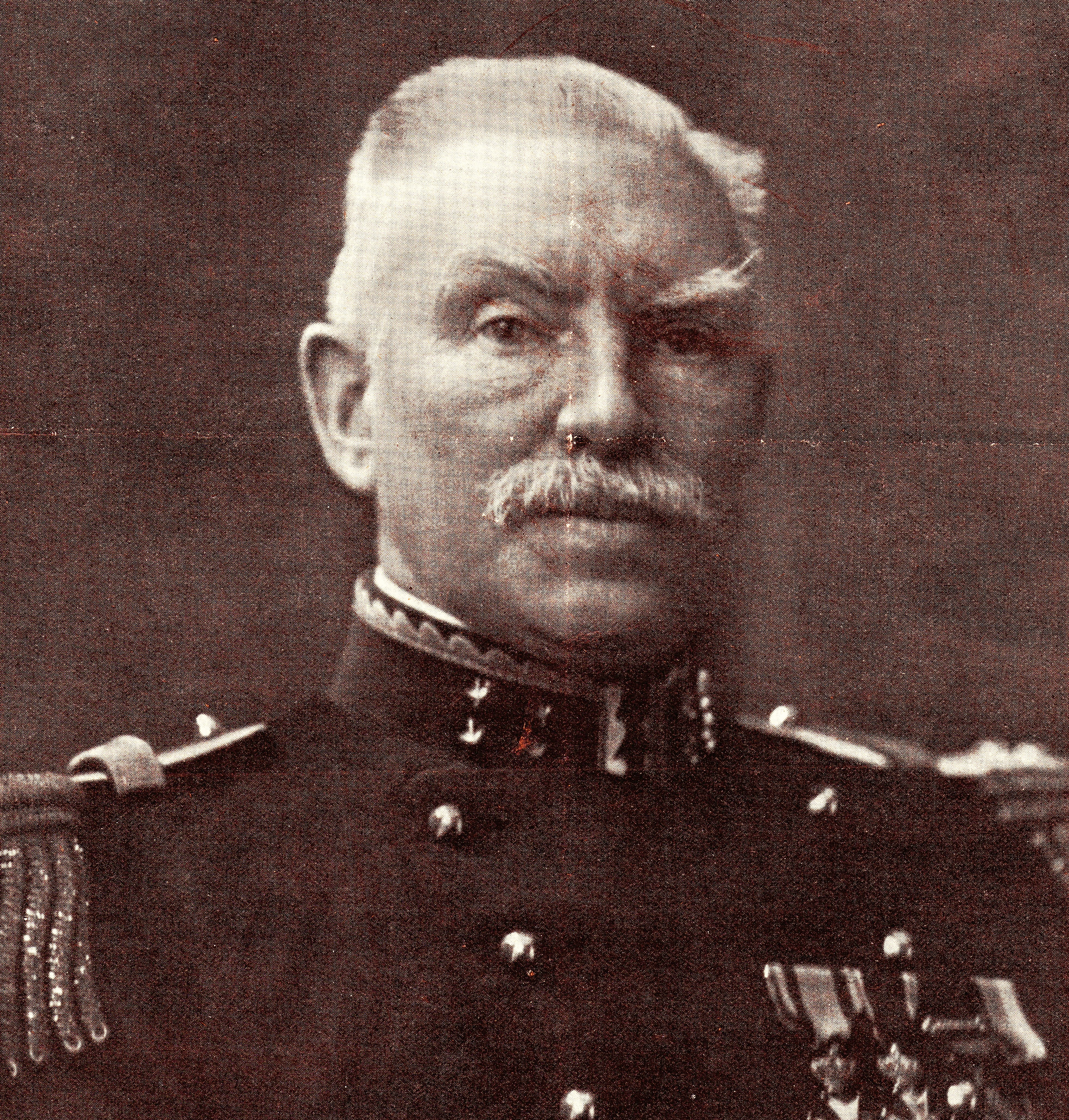
Generaal Cool.

Cool dacht er nu ernstig over het leger te verlaten, deed dit uiteindelijk niet en werd per 1 september 1887 overgeplaatst bij het corps genietroepen, waar hij bleef tot 1 mei 1891. Op 1 februari 1888 werd hij benoemd tot commandant van de spoorweg en telegraafcompagnie. In 1887-1888 publiceerde hij in de Militaire Spectator De moderne vesting tegenover de nieuwe aanvalsmiddelen, waarin - naast de uitkomsten van de te Boekarest genomen vergelijkende proeven tegen Duitse en Franse pantserkoepels - het werk La fortification du temps présent van de Belgische vestingbouwkundige generaal Brialmont werd besproken. De slotzin luidde: La fortification du temps présent, niet voldoende aan de eisen van het heden, nog minder aan die van de toekomst, maar veeleer een stem uit het verleden, la fortification du temps passé. Was Cool's militaire loopbaan voorlopig gestuit door zijn strijden voor een krachtige Atjeh-politiek, zijn belangstelling voor Indië in het algemeen en voor Atjeh in het bijzonder verflauwde er niet door. In 1889 verscheen Een schone bladzijde uit Atjeh's geschiedenis, geschreven door Cool en door kapitein der infanterie G.B. Hooijer; in dit werk werd geschetst wat indertijd onder generaal van der Heijden was verricht. Verder deed Cool, onder de titel Een stem voor onze tegenwoordige positie te Atjeh (dat was dus voor de zogenaamde geconcentreerde linie) in de Militaire Spectator van 1889 een bespreking verschijnen van een artikelenreeks in de Java-bode, De Atjeh-balans, door oudresident Swaving. Deze had, na een zeer subjectieve schildering van de Atjeh-geschiedenis gegeven te hebben, geconcludeerd: de korte kroniek van de voornaamste gebeurtenissen in Indië toont aan dat wij door geweld en nog eens geweld steeds duidelijk achteruit zijn gegaan en steeds achteruit zullen gaan. Cool toonde aan dat de vrees van Swaving, als zouden militaire bevelhebbers, gedreven door ambitie en roemzucht, steeds geneigd zijn het zwaard te trekken om nieuwe lauweren te plukken, met de waarheid volkomen in strijd was. In de Militaire Spectator van 1891 besprak Cool onder de titel een belangrijk Atjeh-advies een voordracht, in Nederland gehouden, door de heer G.A. Scherer, een Oost-Indisch hoofdambtenaar met verlof, geheten hoe moet Atjeh gepacificeerd worden? Met diens voorstel tot een afdoende scheepvaartregeling kon Cool zich wel verenigen. Op 3 april 1891 werd hij overgeplaatst bij de staf der genie als eerst aangewezen ingenieur te Naarden. Generaal van der Heijden achtte het geniepig, noemde het ergerlijk dat Cool maar steeds niet bij de generale staf werd geplaatst en schreef: voorwaar, in dienst loopt het u niet mee, maar wanhoopt niet en blijf uw energie bewaren.

### Leraar aan de hogere krijgsschool

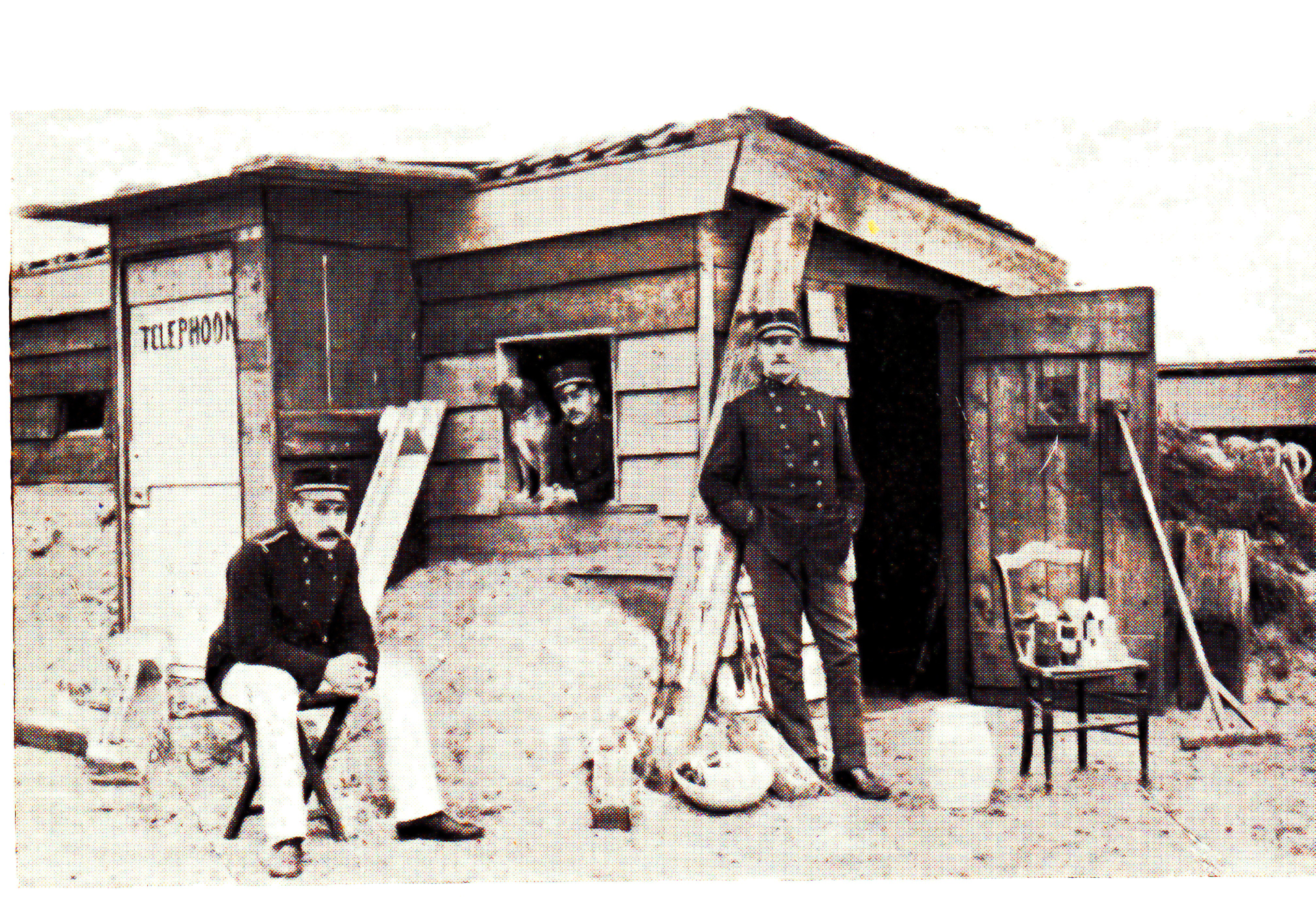
Cool aan het oefenen in de Biltse duinen aan brugvernielingen.

Met ingang van 1 november 1892 kwam de betrekking van leraar in de geodesie en veld- en duurzame versterkingskunst vrij en werd Cool met ingang van 31 december benoemd. Minister Seyffardt overwoog in 1893 de Hogere Krijgsschool terug te brengen naar Breda, drie jaar nadat Den Haag in de wet was vastgelegd. Cool schreef in Het Vaderland van 15 en 16 oktober 1893 een hoofdartikel De verplaatsing van de Hogere Krijgsschool naar Breda, waarin hij verschillende argumenten aanvoerde tegen deze verplaatsing, en uiteindelijk werd van de verplaatsing afgezien. Verder publiceerde hij een bespreking van het artikel van Kromhout, proeve van een organisatie van Neerlands weermiddelen, die hij eindigde met een krijgsmacht, voortgekomen uit de schoot der natie, een leger, door geheel de natie gekend en begrepen, zulk een leger, en zulk een leger alleen, kan, bij de worsteling om de vrijheid, de kern zijn der verdediging, die voor de onafhankelijkheid de strijd aandurft op leven en dood! Verder recenseerde Cool de brochure Twintig jaar strijd door Van Heutsz, waar hij aan het einde Van Heutsz' motto aanhaalde: de Atjeh-oorlog knaagt aan ons koloniaal bezit, hij moet eindigen. Laten wij eindelijk aan de beschaafde wereld tonen, dat wij daartoe in staat zijn. Een werk van veel bredere omvang was De Lombok-expeditie (1894) (samen met Hooijer), waaraan hij van december 1894 tot april 1896 aan werkte; de eerste helft was nagenoeg uitsluitend gewijd aan een geschiedkundige en etnografische beschrijving van Lombok, mede in verband tot Bali, terwijl de tweede helft de eerste en tweede Lombok-expeditie behandelde. Het werk vond algemene waardering en werd in de pers voortreffelijk genoemd. Op het gebied van de duurzame versterkingskunst gaf Cool een uitvoerig artikel in de Militaire Spectator van 1896 De moderne vestingbouw met toepassing op de vleugeluitbreiding der Stelling van Amsterdam. In deze tijd van mobiele pantserfortificatie leverde Cool een pleidooi voor het levend element, dat zelfs door nog meer volmaakte oorlogsmachines dan de tegenwoordige niet te vervangen is. Naast al zijn werk voor de Hogere Krijgsschool en zijn artikelen en boeken, verleende Cool verder nog krachtig steun en propaganda voor het reservekader in de eerste jaren van het bestaan van die instelling.

### Weer terug bij de genie (1896-1900)

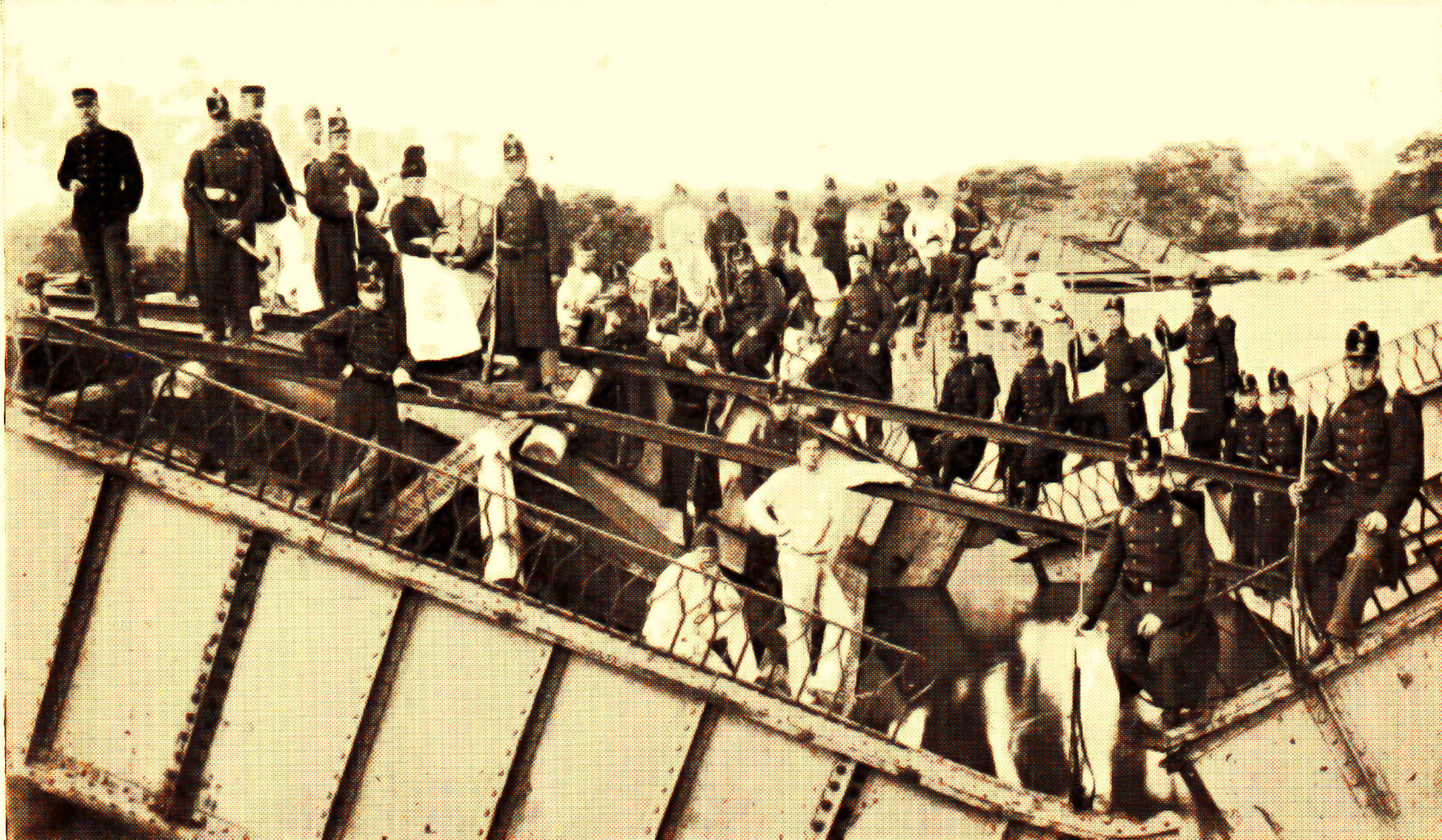
Cool aan het oefenen in de Biltse duinen aan brugvernielingen.

Per 1 mei 1898 werd Cool te Breda geplaatst om daar de Chassé-kazerne te gaan bouwen; hij vervaardigde in twee maanden de ontwerpen voor de kazerne en werd vervolgens met de uitvoering belast. Toen de kazerne in augustus 1899 was voltooid, oordeelde men haar de mooiste en doelmatigste in het land. Bij de verjaardag van de Koningin werd Cool per 31 augustus 1896 benoemd tot ridder in de Orde van Oranje-Nassau. In het artikel Gordelvestingen in de Militaire Spectator van 1898 werd door hem het werk van Deguise La fortification permanente, appliquée a l'organisation des forteresses à grand développement kritisch besproken. Nu pas, na negentien jaar dienst als kapitein, en met bijna negenentwintig jaren dienst als officier, in anciënniteit verreweg de oudste kapitein in het Nederlandse leger, die nog voor bevordering in aanmerking kwam, werd Cool eindelijk met ingang van 1 mei 1898 bevorderd tot majoor en als tweede hoofdofficier geplaatst bij het corps genietroepen te Utrecht.

### Directeur van de hogere krijgsschool, inspecteur van het militair onderwijs (1900-1909)
Bij Koninklijk Besluit van 9 november 1900 werd Cool benoemd tot directeur van de Hogere Krijgsschool, als opvolger van kolonel Henri Staal, en gelijktijdig overgeplaatst bij de generale staf. In 1901 verscheen in de Militaire Spectator zijn Aanval en verdediging van vestingen, weer een fortificatorische studie, namelijk een bespreking van Deguise's werk. In deze recensie leverde Cool een pleidooi, dat ook in de vestingoorlog de artillerie dienstbaar moest zijn aan de infanterie en deze la reine des batailles was en niet omgekeerd, zoals Deguise uiteenzette.
Cool werd bij besluit van 11 april 1900 benoemd tot lid van een staatscommissie om de regering voor te lichten over de uitvoerbaarheid van een samensmelting der officierenkaders der legers hier en in Indië. Deze commissie dankte haar ontstaan aan de brochures Samensmelting der officierenkaders, verbetering door bezuiniging, geschreven door luitenant-kolonel J.L. le Bron de Vexela, lid van de Algemene Rekenkamer. Met Cools benoeming tot directeur van de Hogere Krijgsschool nam het aantal van zijn publicaties af. In deze jaren trok voornamelijk zijn studie in de Militaire Spectator van 1903 de aandacht, genaamd Onze defensie, de reorganisatie van onze levende strijdkrachten. Vermoedelijk mede als gevolg van deze studie werd hij in 1904 begiftigd met het ridderkruis in de Orde van de Nederlandse Leeuw.

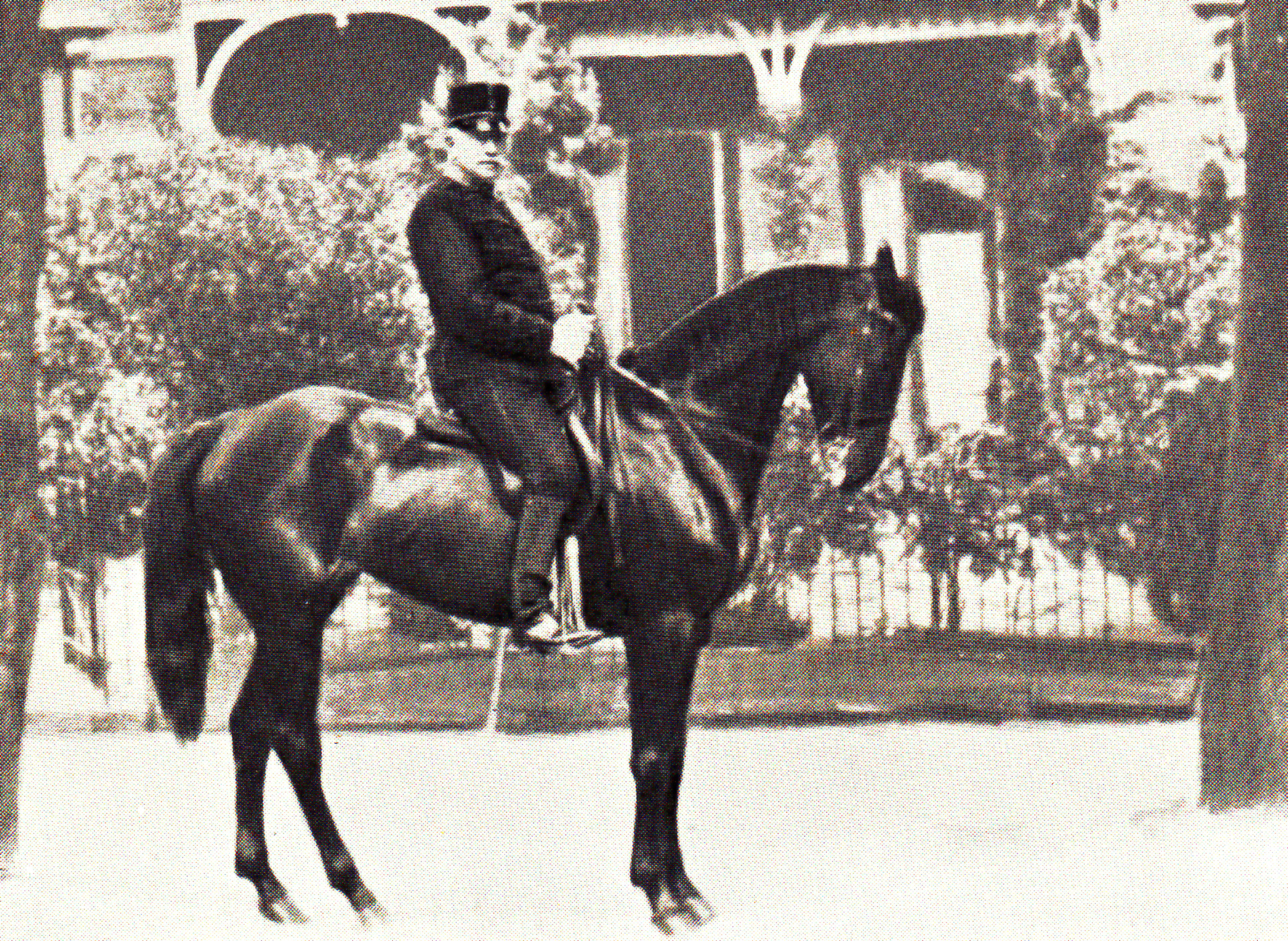
Cool te paard aan de Van Lenneplaan nr. 23.

Sinds 1882 bestond de Militaire Gids, een meer vooruitstrevend tijdschrift, tegenover de meer behoudende Militaire Spectator en opgericht door F.H. Boogaard. Sinds 1901 werd de redactie daarvan gevoerd met adviserende medewerking van onder meer majoor Cool, kolonel W.C. Nieuwenhuijzen en vanaf 1902 ook door luitenant-kolonel jhr. G.J.W.C.H. Graafland. Onder de invloed van de laatste en die van de officieren jhr. J.H. Ram en L.W.J.K. Thomson sloeg het tijdschrift een modernere richting in.
In april 1901 werd Cool gekozen in het bestuur van de Koninklijke Vereniging ter Beoefening van de Krijgswetenschap, waar hij krachtig bijdroeg tot het tot standkomen van het zogenaamde Wetenschappelijke jaarbericht. Hij werd op 29 juli 1901 bevorderd tot luitenant-kolonel; als directeur van de Krijgsschool streed hij met name voor uitbreiding van de localiteit aan de Hogere Krijgsschool, in het bijzonder voor een eigen laboratorium en in januari 1904 werd hij gevraagd zitting te nemen in de Marinecommissie, belast om te onderzoeken of zeeofficieren voldeden aan de eis tot kennis in bepaalde takken van de zeekrijgswetenschap. Bij Koninklijk Besluit van 4 maart 1904 werd Cool bevorderd tot kolonel van de generale staf, daarbij gehandhaafd als directeur van de Hogere Krijgsschool en bij besluit van 26 september 1907 benoemd tot Inspecteur van het Militair Onderwijs, en per 1 november bevorderd tot generaal-majoor.

### Minister van Oorlog (1909-1911)

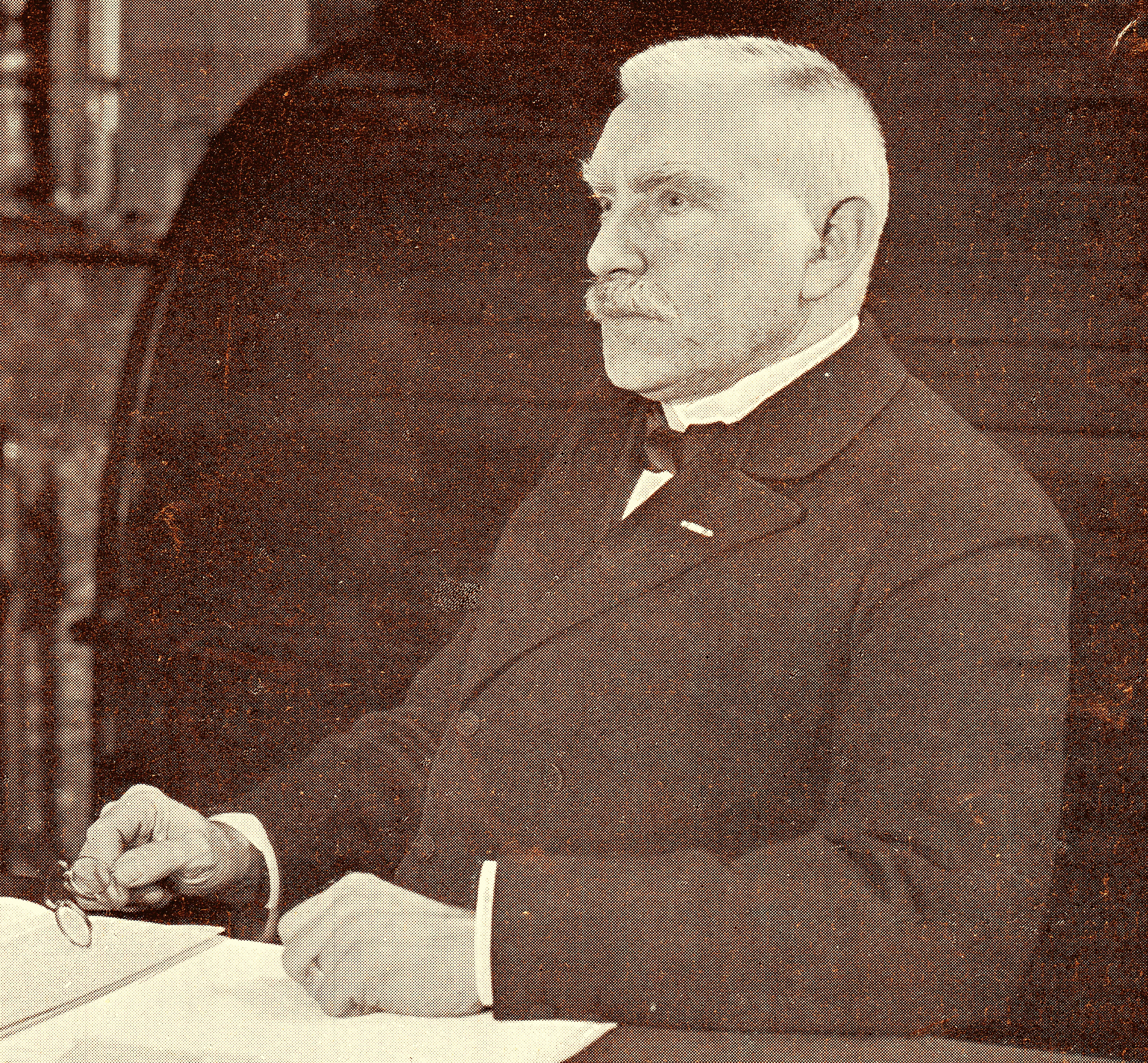
Minister Cool als minister van oorlog (1910)

Generaal Sabron, Minister van Oorlog sinds 12 februari 1908, had een zeer wankele gezondheid; dit en andere zaken dwongen hem in de zomer van 1909 eervol ontslag aan te vragen en Cool volgde hem op. Hij maakte zich geen illusies en schreef aan generaal van Dam van Isselt: Ik aanvaard de portefeuille niet met onverdeeld genoegen en begrijp ten volle welke zware taak ik op mij neem, maar toen zij mij aangeboden werd, mocht ik haar niet weigeren. Cool haalde eerder ten aanzien van het ministerschap het volgende citaat aan: Hij die dapper was in de krijg, staat veelal beschroomd in de vergaderingen op het Forum. Vooral de Anti-Revolutionaire Partij was onder leiding van dr. Kuijper van het begin af Cool zeer onwelwillend gestemd (mede omdat hij niet een van hen was) en heeft hem op den duur zijn bestaan als minister van Oorlog onmogelijk gemaakt. De grootste grief was dat Cool op zondag een vliegdemonstratie had bijgewoond. Een tweede grote grief was dat hij een kolonel, die geduelleerd had, toch generaal majoor, inspecteur der cavalerie maakte. Een derde grief was dat de ARP de wens uitsprak dat in dienstverbintenissen der militaire muzikanten het recht mocht worden opgenomen om te weigeren op zondag deel te nemen aan muziekuitvoeringen. Minister Cool verklaarde zich, zowel op principiële als utiliteitsgronden daartegen. Het ARP-Kamerlid Duymaer van Twist meldde toen; Mijnheer de voorzitter, dit antwoord van de minister spijt mij. Ik had gehoopt dat ik van een minister uit dit kabinet een ander antwoord gekregen zou hebben. Uiteindelijk trad Cool op 17 december 1910 af, zijn ontslag werd hem per 4 januari 1911 verleend. De periode als minister was niet de gelukkigste tijd van zijn leven geweest, de kracht naar buiten liet te wensen over. Bovendien overleed op 10 maart 1910 plotseling zijn zoon Hugo, mijningenieur te Makassar.

### Lid van de Raad van State (1911-1928)
Bij Koninklijk Besluit van 31 maart 1911 werd Cool benoemd tot luitenant-generaal der genie. Bij Besluit van 8 februari 1912 werd hij tot lid en voorzitter van de commissie benoemd, belast met de directie van de Weduwen- en Wezenkas voor de officieren van de landmacht. In deze tijd schreef hij onder meer de brochures Over het wetsvoorstel tot reorganisatie van het leger (mei 1912) en De nieuwe regeringsvoorstellen ter verbetering van de kustverdediging (januari 1913). Bij besluit van 31 maart 1913 werd Cool benoemd tot lid van de Raad van State en al op 18 april bracht hij in een algemene vergadering van dit orgaan zijn eerste adviezen uit; hij maakte onder meer deel uit van de afdelingen Defensie en Waterstaat en was nauwelijks een jaar lid toen de Eerste Wereldoorlog uitbrak. Het aantal aan de Raad van State om advies toegezonden ontwerpen van wet, maatregelen van algemeen bestuur enz. bedroeg tijdens de oorlog 540 in 1915, was in de jaren na de oorlog eerst nog hoger met een maximum van 600 in 1920, om daarna geleidelijk weer te dalen tot een gemiddelde van ongeveer 400 per jaar. In 1915 publiceerde Cool Vrede door kracht, waarin hij schreef Sinds de tegenwoordige oorlog woedt, is steeds duidelijker gebleken, dat een volk zich niet mag veroorloven voor de landsverdediging geschikte krachten onbenut te laten. Het mooie, het hogere, ethische van het oorspronkelijke wetsontwerp is geheel verdwenen. Ontzield. Ontdaan van alle geestdrift en alle buitensporigheden is de wet, die van een verhoogd nationaal leven en bewustzijn moest spreken, verlaagd tot een noodwetje, ter ere van Jan Salie! En tot onderwijs van onze buren, die ons nationale plichtsbesef en militaire offerzin nu op de juiste waarde kunnen schatten (dit betrof de militiewet, die dreigde te verlopen). In de laatste jaren van zijn leven was Cool zeer druk met zijn werkzaamheden voor de Raad van State; op 1 december 1918 trof hem de grootste slag van zijn leven, toen zijn echtgenote hem ontviel. In september 1928 kreeg hij een duizeling en was daarna fysiek niet meer de oude; in de morgen van 20 november werd hij onwel en nog voor de namiddag van 20 november 1928 sliep hij pijnloos in. Binnen anderhalf uur was alles afgelopen. Wat Cool als laatste regels van zijn brochure in 1888 over het Atjeh vraagstuk aan luitenant-kolonel Verstege had voorgehouden, daarbij het vertrouwen uitsprekende dat deze, inzake een energiek Atjeh-beleid, zijn roeping getrouw, zou blijven volharden, ten einde toe, dat had Cool waargemaakt. Life's race well run, life's work well done, life's crown well won, then comes rest schreef een van zijn beste vrienden over Cool in navolging daarvan. Een van de voornaamste dagbladen schreef dat generaal Cool als in het harnas was gestorven; hoewel hij 80 jaar oud was geworden. Cool werd ter aarde besteld op Oud Eik en Duinen.